# Comitè Olímpic de Portugal
El Comitè Olímpic de Portugal (en portuguès i oficialment Comité Olímpico de Portugal) conegut també per les sigles COP, és l'entitat màxima de l'esport a Portugal. Va ser fundat el 30 d'abril de 1912. Va ser la 13a nació a ajuntar-se al Moviment Olímpic. És responsable per l'organització dels esports olímpics a Portugal i regula les competicions que qualifiquen els atletes per a les proves dels Jocs Olímpics.

## Història
L'organització va néixer a partir de la Societat Promotora d'Educació Física Nacional (en portuguès, Sociedade Promotora de Educação Física Nacional), fundada l'any 1909, que tenia com objectiu la participació de Portugal als Jocs Olímpics de 1912, a Estocolm. L'any 1919, durant la presidència de João do Canto e Castro, el Comitè va ser reconegut per decret signat pel ministre d'Instrucció Pública i li va ser concedit un subsidi.
Entre els dies 28 d'octubre i 2 de novembre de 2024, a Cascais, el Comitè Olímpic de Portugal acollirà l'assemblea general de l'Associació de Comitès Olímpics Nacionals (en anglès, Association of National Olympic Committees -ANOC-), on hi participaran els Comitès Olímpics Nacionals del món i representants del Comitè Olímpic Internacional.

## Membres
El Comitè Olímpic de Portugal està format per 33 Federacions Olímpiques i 34 Federacions No Olímpiques, sumant un total de 67 federacions. Les federacions amb més participants als Jocs Olímpics d'Estiu són les d'atletisme (176 participacions), natació (81 participacions), vela (73 participacions) i futbol (73 participacions). El conjunt d'esports d'hivern està federat al COP en una única federació d'esports d'hivern.

## Presidents
- Jaime Mauperrin Santos (1912-1913)
- Alfredo Ferreira dos Anjos (1913-1919)
- António Prestes Salgueiro (1919-1923)
- José Pontes (1923-1957)
- Francisco Nobre Guedes (1957-1968)
- Alexandre Correia Leal (1969-1973)
- Gaudêncio Costa (1973-1977)
- Daniel Sales Grade (1977-1981)
- Fernando Lima Bello (1981-1990)
- José Vicente Moura (1990-1993)
- Vasco Lynce (1993-1997)
- José Vicente Moura (1997-2013)
- José Manuel Constantino (2013-Present)[7]

## Premis i condecoracions
- 1968 - Diploma de Mèrit Olímpic[8]
- 1984 - Medalla de Mèrit Esportiu[9]
- 1989 - Collaret d'Honor al Mèrit Esportiu[10]
- 1991 – Medalla d'Honor al Mèrit Esportiu[10]
- 1999 – Collaret d'Honor al Mèrit Esportiu[11]
- 2015 - Membre honorari de l'Orde de l'Infant Dom Henrique[12]